# Байбековы
Байбековы — татарский дворянский род, происходящий от Байбека.
На татарском языке Байбек — богатый, состоятельный бек. Древнетюркский титул сословия «бек» соответствует понятиям «князь», «властитель», «господин». Эти значения были в ходу как военно-аристократические термины и со временем начали довольно активно участвовать в образовании смешанных людских имен. Родоначальником рода Байбековых является касимовский татарин Байбек Тенибеков. В 1618-1619 г.г. по указу царя Михаила Фёдоровича ему было пожаловано поместье в Касимовском уезде в селе Торбаево (ныне Рязанская область). Байбековы состояли в родстве с князьями Тенибековыми.

## Обращение о признании дворянского достоинства
Eсть сведения, что касимовские служилые татары Байбековы обращались с прошением о признании дворянского достоинства. Эти материалы представляют собой восемь оригинальных документов. Среди них — челобитная на имя Екатерины Второй, состоящая из двух списков 18-го столетия.Так же имеются - подлинник и два списка ввозной послушной грамоты на поместную землю в с. Тарбаеве Касимовского уезда, подлинники двух купчих на землю в с. Тарбаеве Касимовского уезда 18-го века, подлинная поколенная роспись рода татар Байбековых, составленная в 1780-е гг. Судя по родословной росписи, общее число здравствовавших представителей распавшегося на три ветви рода, ведущего начало от Байбека=Баибека, достигало шестнадцати человек. В обращении в Касимовский нижний суд о признании рода частью российского дворянства приведены были имена самых старших в каждой из трех ветвей: Мухамета Ишкузина сына, Ахмета Бадаева сына, Кутломамета Ирмаева сына Байбековых.